# 미나미시타우라정
미나미시타우라정(일본어: 南下浦町)은 일본 가나가와현 미우라군에 존재했던 정이다. 현재의 미우라시 남동부에 해당한다.

## 개요
미우라 반도 남동부에 위치해, 북쪽은 요코스카시 기타이치시모우라, 서쪽은 미우라시 하쓰네초 지역(구 미우라군 하쓰네촌)과 미우라시 미사키 지역(구 미우라군 미사키정), 동쪽은 우라가 수도(가나다만)에 접하고, 남쪽은 태평양에 접하고 있다. 미나미카타우라초 카미노미야다, 미나미카타우라초 키쿠나, 미나미카타우라초 카네다, 미나미카타우라초 마쓰와, 미나미카타우라초 비사몬의 5 지구로 나뉘어져 있어 합계 인구는 16,864명. (2009년 9월 현재)
그 중 미나미시모우라마치 가미미야다는 게이큐쿠리하마선 미우라카이간역이 있어 교통이 편리하고 미우라 해안이 있는 등 관광지로도 유명하다. 또한 인구도 다른 4개 지구에 비해 월등히 많다(10,765명). 이에 비해 다른 4개 지구에는 철도가 다니지 않고 교통편은 게이힌 급행버스 노선버스만 있어 교통편이 좋지 않아 인구가 적다. 주요 주력 산업은 농업, 어업이다. 남부 해안에는 자연이 거의 그대로 남아 있어 리아스식 해안과 갯벌을 관찰할 수 있다. 

## 역사
- 1889년 4월 1일 - 정촌제 시행에 수반해, 미우라군 미나미시타우라촌이 성립하였다.
- 1940년 4월 1일 - 정으로 승격해, 미나미시타우라정이 되었다.
- 1955년 4월 1일 - 미우라군 미우라정, 핫세촌과 합병, 시로 승격해 미우라시가 되었다.

## 교통

### 철도
- 게이힌 급행 전철
  - 게이큐 구리하마선

### 도로
- 국도 제134호선

## 미나미시타우라정을 무대로 한 작품
- 요코하마 장보기 기행
- 월요일 드라마 스페셜 - 미우라 해안 어도 이야기 TBS (1991년)
- 어른의 여름방학 - 니혼TV (2005년)

## 참고 문헌
- 角川日本地名大辞典編纂委員会,『角川日本地名大辞典 神奈川県』1984, 角川書店